# Molokaiibis
Molokaiibis (Apteribis glenos) är en förhistorisk utdöd fågel i familjen ibisar inom ordningen pelikanfåglar som var endemisk för Hawaiiöarna. 
Fågeln beskrevs 1976 utifrån subfossila lämningar funna i Moomoomidynfältet på ön Molokai. Molokaiibisen var en liten fågel som liknade kivier med sina kraftigt tillbakabildade vingar, starka ben och en lång, kraftigt böjd näbb. Den tros ha levt i huvudsak på landlevande sniglar. Eftersom den var flygoförmögen och troligen lätt att tillfångata försvann den snart efter att polynesierna anlände till ön med medföljande djur.
På grannön Lanai har man funnit lämningar efter en ibis som ännu inte beskrivits som art. Anmärkningsvärt nog hade lämningarna fjädrar kvar. Av fjäderdräkten att döma, liksom genetiska studier var ibisen nära släkt med de nu levande arterna i släktet Eudocimus. Utifrån fjädrarna kunde man också se vilka färger fågeln hade, en blandning av olika nyanser av brunt, mest likt hur en ung vit ibis ser ut.